# فسفوریبوزیل پیروفسفات
فسفوریبوزیل پیروفسفات (به انگلیسی: Phosphoribosyl pyrophosphate) با فرمول شیمیایی C5H13O14P3 یک ترکیب شیمیایی با شناسه پاب‌کم 7339 است. که جرم مولی آن ۳۹۰٫۰۷ گرم بر مول می‌باشد. 